# Messmer András
Messmer András (Budapest, 1922. április 3. – Budapest, 2007. május 17.) Széchenyi-díjas és Akadémiai Díjas magyar kémikus, a kémiai tudomány doktora, az Eötvös Loránd Tudományegyetem Természettudományi Kar címzetes egyetemi tanára, az MTA Kémiai Kutatóközpont Kémiai Intézetének nyugalmazott tudományos tanácsadója.

## Élete
Középiskolai tanulmányait a Werbőczy István Gimnáziumban (ma Petőfi Sándor Gimnázium) kezdte meg 1932-ben és 1940-ben érettségizett. Felvételt nyert a Pázmány Péter Tudomány Egyetemre (ma Eötvös Loránd Tudományegyetem), ahol 1944-ben szerezte meg vegyész diplomáját. A doktori fokozatát Zemplén Géza témavezetésével szerezte meg 1948-ben és egyetemi vegyész doktorrá avatták. Disszertációjának címe: Akacin glikozid szerkezetéről. Előtte 1946-ban a kémia-fizika-matematika szakos tanári oklevelét is megszerezte. 1948-ban a Pécsi Egyetem Kémia Intézetében kapott tanársegédi állást. Két évvel később visszatért a Budapesti Műszaki Egyetemre és kinevezett laborvezető tanársegéd lett.
1965-ben a kémiai tudomány kandidátusa, majd 1973-ban kémiai tudományok doktora fokozatot szerezte meg.